# スミス楓
スミス 楓（すみす かえで、1993年9月29日 - ）は、日本のモデルである。神奈川県出身。アメリカ人とのクォーター。父はデイビー藤本の芸名の元俳優でイベントプロモーターのデビット・スミス。エイジアプロモーション所属。身長159cm、スリーサイズはB86cm、W58cm、H84cm（2015年時点）。血液型A型。
Nissyの『Never Stop』、JUJUの『PLAYBACK』のミュージック・ビデオなどに出演した際に、その美貌が注目されMVの女王と話題となる。特に『Never Stop』ではNissyの恋人役を演じたことで話題となった。

## CM出演
- 楽天 (2017年）　楽天カード『Apple Pay ポイントザクザク篇 30秒[公式]』[4]

## テレビ
- 水曜日のダウンタウン (2018年8月1日、TBS)